# Celama lissosticha
Celama lissosticha är en fjärilsart som beskrevs av Turner 1944. Celama lissosticha ingår i släktet Celama och familjen trågspinnare. Inga underarter finns listade i Catalogue of Life.